# Pelargonium elongatum
Pelargonium elongatum és una espècie herbàcia perenne de la família de les geraniàcies. Aquesta espècie fragant, arbustiva i de mida petita florent, proporciona bellesa i color durant tot l'any a qualsevol jardí àrid i rocós. Pelargonium elongatum deriva el seu nom per la semblança de la forma de la fruita al pic d'una cigonya (pelargos en grec). El nom específic elongatum es podria referir a la llarga elongació del bec de l'ovari.

## Morfologia
Pelargonium elongatum és una planta arbustiva suau, amb fulles d'uns 25 cm cordiformes, és a dir, en forma de cor, peludes i sovint amb una zona marcada en color vermell, porten grups o inflorescències d'unes 6 flors de color crema o blanquinoses amb un tub floral de 10 a 15 mm de llarg.

## Distribució
Pelargonium elongatum és una espècie nativa de Sud-àfrica on hi té un ampli rang de distribució. El gènere Pelargonium pertany a una gran família d'onze gèneres i 800 espècies en el món tropical i subtropical.

## Usos
Tradicionalment aquest Pelargonium s'usa amb fins medicinals per curar els còlics, malalties renals, diarrea, tos i febre. Les fulles s'utilitzen com a cataplasma per contusions, picades i abscessos. Al segle xix va ser utilitzat com a planta ornamental a Ciutat del Cap. També és útil com a flor de tall, ja que les branques duren moltes setmanes a l'aigua.